# دلار برای مردگان
دلار برای مردگان (به انگلیسی: Dollar for the Dead) یک فیلم تلویزیونی وسترن آمریکایی محصول ۱۹۹۸ به کارگردانی و نویسندگی جین کوئینتانو با بازی امیلیو استوس، ویلیام فورسایت، ژواکیم دی آلمیدا، جاناتان بنکس، اد لاتر، جوردی مویا، دانیل مارتین و هاوی لانگ است.
این فیلم به‌عنوان ادای احترام به فیلم‌های وسترن اسپاگتی دهه ۱۹۶۰ تلقی می‌شود.

## داستان
کابوی تنها و فوق سریع «بی نام» (استیوس) از دامدار (هاوی لانگ) و افرادش فرار می‌کند که قصد دارند او را به خاطر کشتن پسر دامدار بکشند.